# هوانغ شياو مينغ
هوانغ شياو مينغ (بالصينية: 黄晓明) هو ممثل ومغني وعارض أزياء صيني، من مواليد (13 نوفمبر 1977). تخرج من معهد الأداء في أكاديمية بكين للسينما في عام 2000. برز هوانغ لأول مرة في عام 2001 بسبب أداء دور الإمبراطور وو من هان في المسلسل التلفزيوني «أمير أسرة هان».
اشتهر هوانغ بأدواره في التلفزيون مثل يانغ قوه في عودة أبطال كوندور (2006)، شو وينكيانغ في شنغهاي بوند (2007)، لو شي في رغبة الصيف (2010)، يو فاي في باتريوت يو فاي (2013)).

## جوائز
- هوانغ شياو مينغ

## وصلات خارجية
- هوانغ شياو مينغ على موقع IMDb (الإنجليزية)
- هوانغ شياو مينغ على موقع ألو سيني (الفرنسية)
- هوانغ شياو مينغ على موقع ميوزك برينز (الإنجليزية)
- هوانغ شياو مينغ على موقع أول موفي (الإنجليزية)
- هوانغ شياو مينغ على موقع قاعدة بيانات الفيلم (الإنجليزية)
- هوانغ شياو مينغ على موقع كينوبويسك (الروسية)